# Universitat de Princeton
La Universitat de Princeton, és una institució d'educació superior a Princeton a l'estat de Nova Jersey (Estats Units). Va ser fundada a la ciutat d'Elizabeth sota el nom de College of New Jersey l'any 1746, durant l'època colonial, és la universitat més antiga de l'estat i la quarta de tot el país. Deu anys més tard es va traslladar a la ciutat de Princeton, a mig camí entre Nova York i Filadèlfia, i l'any 1896 va canviar oficialment el nom a l'actual Princeton University.
En un inici de confessió presbiteriana, la universitat és actualment laica i de caràcter privat. Pertany a l'Ivy League, una associació selecta d'universitats privades del Nord-Est americà, totes històricament elitistes, altament selectives i amb dotacions financeres multimilionàries. En concret, Princeton té una taxa d'admissió del 6%, de les més baixes del país, i la dotació per estudiant més elevada dels Estats Units.
Princeton, amb uns 5.250 estudiants de pregrau (primer cicle) i prop de 2.950 de postgrau (segon i tercer cicle), és una universitat relativament petita, la qual cosa no li ha impedit tenir un impacte notori als Estats Units i al món. La institució és coneguda pel rigor del programa de Bachelor of Arts (primer cicle), que inclou la redacció d'una dissertació el darrer curs, per les contribucions a la recerca, notablement en matemàtiques, i per l'èxit professional i acadèmic dels exalumnes i professors, entre els quals es poden comptar presidents dels Estats Units, guanyadors de Premis Nobel i empresaris multimilionaris. Per totes aquestes raons, Princeton sovint és classificat entre les deu primeres posicions dels Estats Units i del món als rànquings d'universitats més citats.

## Història
L'establiment del College of New Jersey a la ciutat d'Elizabeth va durar poc, ja que el 1747, un any després d'haver estat fundat, el College es va traslladar a Newark. Es va traslladar per darrera vegada el 1756, un cop establertes també el King's College de Nova York (avui en dia Colúmbia) i la Universitat de Pennsilvània.
Nassau Hall n'és l'edifici central des que es va establir al campus de Princeton, i quan es va efectuar el trasllat, tot el College of New Jersey cabia en aquest únic edifici. Al moment de la construcció, era l'edifici acadèmic més gran de les tretze colònies. Durant un curt període, Nassau Hall va ser la seu del Congrés dels Estats Units d'Amèrica.
Durant el segle xix, el College of New Jersey va continuar sent precisament allò que els nord-americans entenen per college i no university: una institució d'educació superior centrada en el primer cicle (títol de grau) i de mida reduïda. El canvi de nom a Princeton University l'any 1896 denota una voluntat d'expandir-se en les dècades següents: el 1900 es va crear l'escola de postgrau (Graduate School), el 1919 la d'Arquitectura, el 1921 la d'Enginyeria i el 1930 la d'Afers Públics Estrangers. Aquesta darrera seria reanomenada en honor de Woodrow Wilson, exalumne i expresident de la Universitat, però el nom va tornar a ser canviat l'any 2020, per mor de l'actitud racista de Wilson, malgrat tot que havia fet per desenvolupar la universitat al seu temps.
A mitjan segle xx, hi van impartir classes els matemàtics Luther Eisenhart, Solomon Lefschetz, John Nash i George Dantzig (aquest últim, inventor del mètode símplex). Albert Einstein ensenyava i investigava a l'Institut d'Estudis Avançats de Princeton, una institució propera a la Universitat, encara que independent.
Malgrat l'expansió del College of New Jersey i la transformació en universitat, Princeton va continuar sent un bastió de la classe alta, blanca i protestant durant gran part del segle xx. El programa de pregrau no va estar obert a les dones fins a l'any 1969. En els darrers anys, Princeton ha intentat diversificar el cos d'estudiants, amb mesures una ajuda financera per a alumnes de famílies amb baixos ingressos. El 2001 han instaurat un programa de beques que no s'han de reimbursar en lloc dels préstecs anteriors.

## Campus
Princeton és una de les universitats més riques del món, amb un dot financer que superava els 25.900 milions de dòlars el 2020. Aquests recursos, que constitueixen la dotació financera per alumne més elevada dels Estats Units, permeten a Princeton mantenir un campus renovat amb modernes instal·lacions.
Així, al campus de Princeton hi conviuen edificis històrics com el Nassau Hall, arquitectura gòtica col·legiada inspirada en les universitats medievals angleses, i laboratoris amb equipaments de recerca científica d'última generació.
El Princeton University Art Museum, creat el 1882, exhibeix obres de Monet, Gauguin i Warhol entre altres artistes preeminents.

### Edificis destacats

#### Nassau Hall

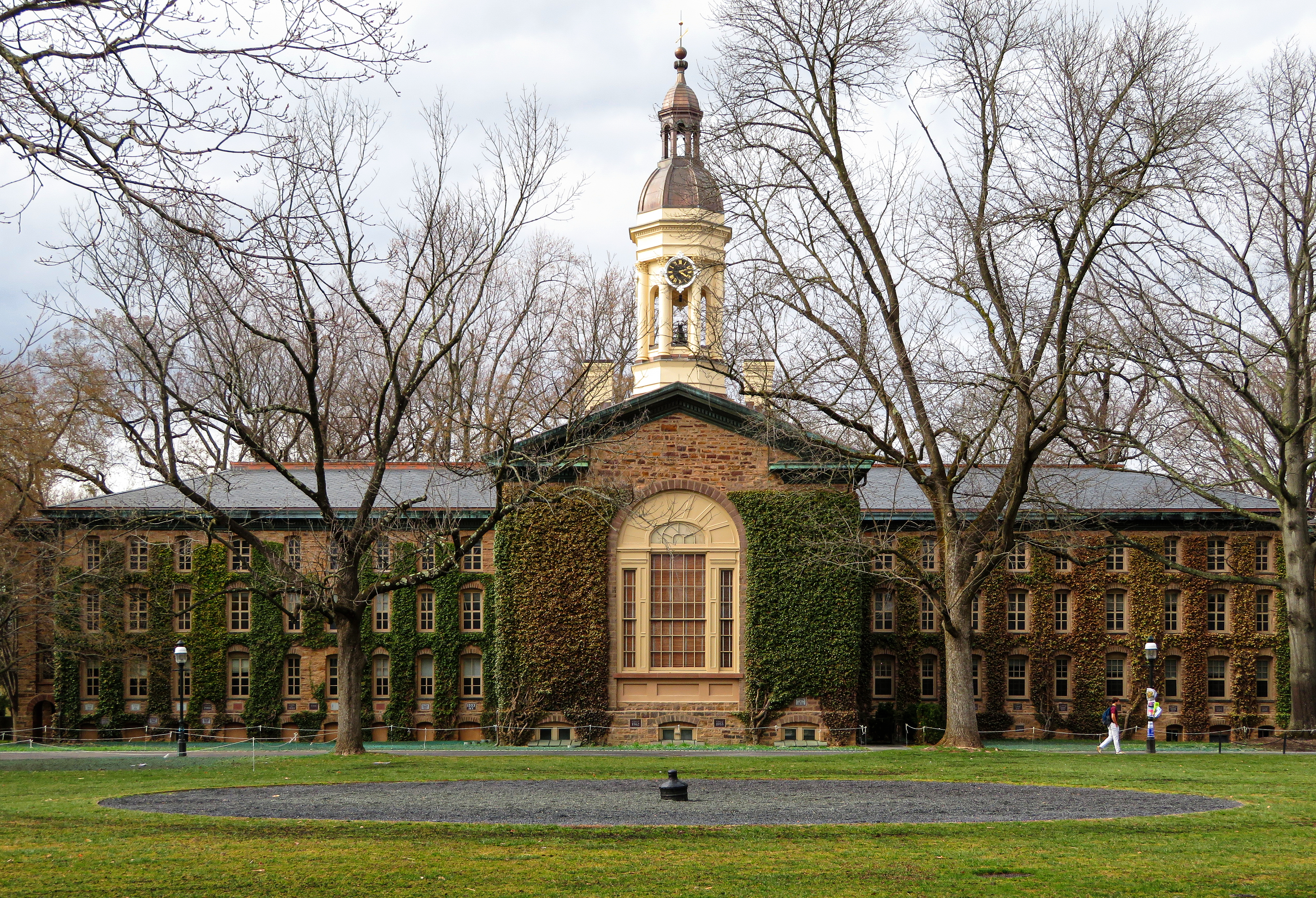
Nassau Hall, l'edifici més antic de la universitat i antic capitoli dels Estats Units.

Nassau Hall és l'edifici més antic del campus. Començat el 1754 i completat el 1756, va ser la primera seu de la Legislatura de Nova Jersey el 1776, i també va ser la seu del Congrés de la Confederació (i per tant capital dels Estats Units) del 30 de juny al 4 de novembre de 1783. El 1966, Nassau Hall es va afegir al Registre Nacional de Llocs Històrics. Actualment, alberga l'oficina del rector de la universitat i altres oficines administratives.
Al sud de Nassau Hall hi ha un pati que es coneix com Cannon Green. Enterrat a terra al centre hi ha el Big Cannon, que va ser deixat a Princeton per les tropes britàniques quan fugien després de la batalla de Princeton. Hi va romandre fins a la guerra de 1812, quan va ser portat a New Brunswick. El 1836, el canó va ser retornat a Princeton i col·locat a l'extrem oriental de la ciutat. Dos anys més tard, els estudiants de Princeton van traslladar-lo al campus, i el 1840, va ser enterrat a l' ubicació actual. Un segon Little Cannon està enterrat a la gespa davant del proper Whig Hall. El canó va ser robat per estudiants de la Universitat de Rutgers el 1875. El robatori va encendre la guerra de canons Rutgers-Princeton. Un compromís entre els presidents de Princeton i Rutgers va posar fi a la guerra i va obligar a retornar el Little Cannon a Princeton.

#### Museu d'art

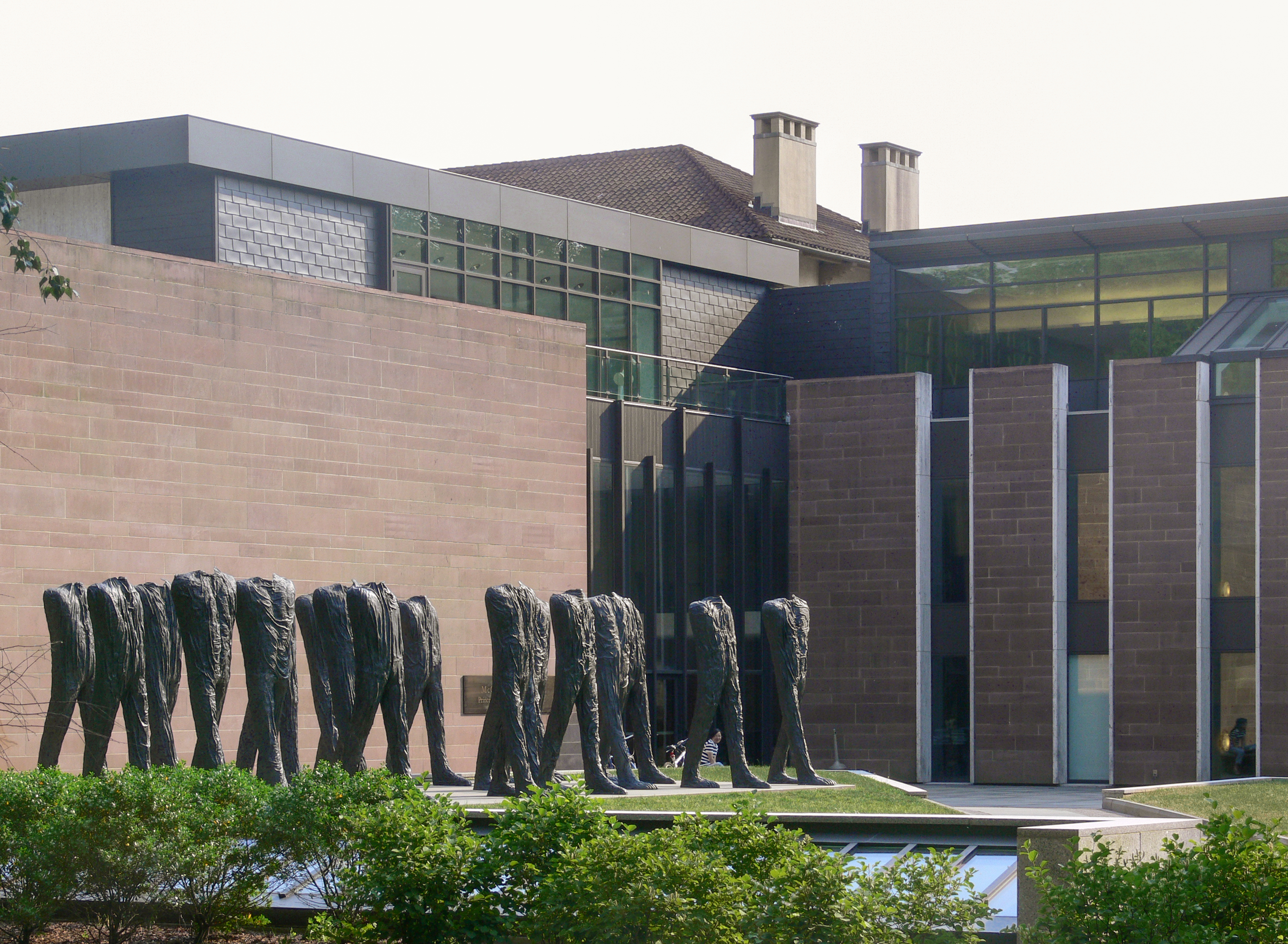
L'edifici del Museu d'Art de la Universitat de Princeton

Tot i que la col·lecció d'art de la universitat es remunta a l'època de la fundació, el Museu d'Art de la Universitat de Princeton no es va establir oficialment fins al 1882 pel president McCosh. Es va crear pel desig de donar accés directe a les obres d'art en un museu per a un pla d'estudis de les arts, un sistema educatiu conegut a moltes universitats europees de l'època. El museu va assumir els propòsits de proporcionar «exposició a obres d'art originals i ensenyar la història de l'art a través d'una col·lecció enciclopèdica d'art mundial».
Amb més de 112.000 objectes, les col·leccions van des de l'art antic fins a l'art contemporani i provenen d'Europa, Àsia, Àfrica i Amèrica. L'art del museu es divideix en deu àmplies àrees. Hi ha una col·lecció d'antiguitats gregues i romanes, que inclou ceràmica, marbres, bronzes i mosaics romans d'excavacions de la facultat a Antioquia, així com altres arts dels antics mons egipci, islàmic i l'Imperi Romà d'Orient. La col·lecció de pintures d'Europa occidental inclou exemples des de principi del Renaixement fins al segle xix, amb peces de Monet, Cézanne i Van Gogh, i inclou una col·lecció creixent d'art contemporani i del segle xx, que inclou pintures com «Blue Marylin» d'Andy Warhol.
El museu compta també amb una col·lecció d'art xinès i japonès, amb fons de bronzes, figuretes de tombes, pintura i cal·ligrafia, així com col·leccions d'art coreà, del sud-est asiàtic i de l'Àsia central. La col·lecció d'art precolombí inclou exemples d'art maia i olmeca, i la d'art indígena va des de Xile fins a Alaska i Groenlàndia. El museu té col·leccions de gravats i dibuixos antics, i té una col·lecció de més de 20.000 fotografies. Hi ha representades unes 750 obres d'art africà.

#### Capella de la Universitat

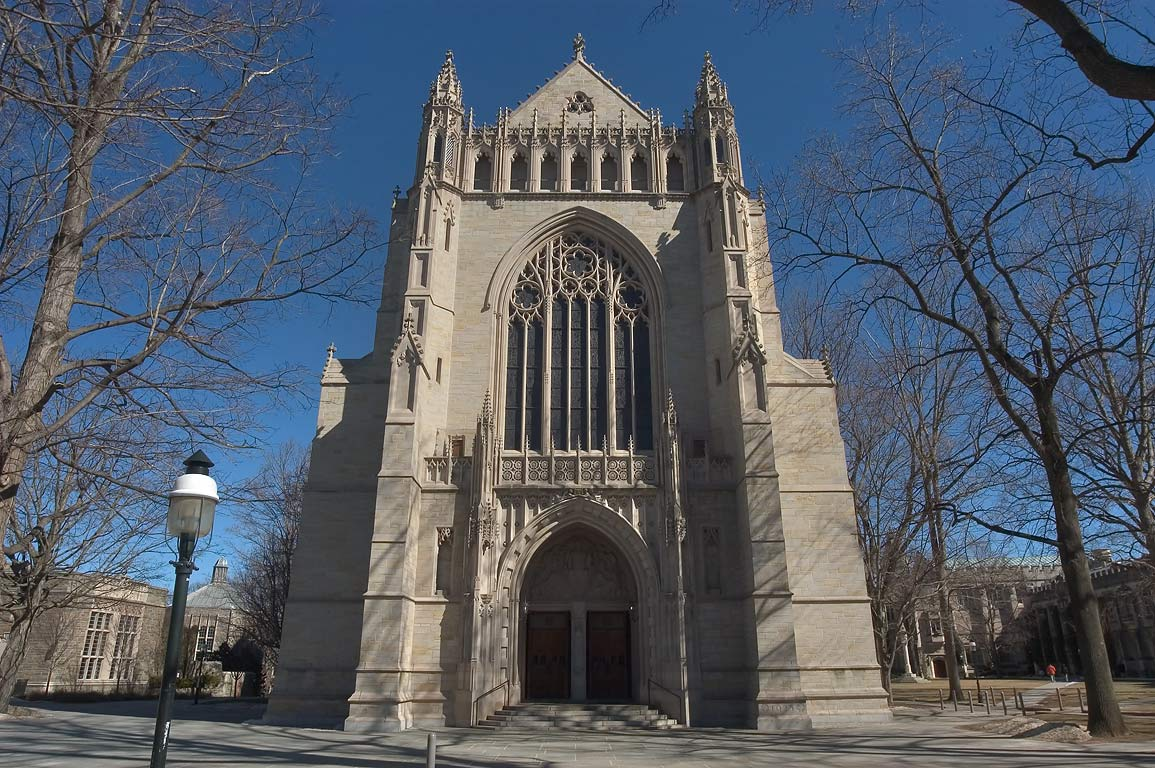
Una imatge de la capella de la Universitat de Princeton, acabada el 1928.

La capella de la Universitat de Princeton és al costat nord del campus, a prop del carrer Nassau. Es va construir entre 1924 i 1928 amb un cost de 2,3 milions de dòlars, aproximadament 40,8 milions de dòlars ajustats per la inflació el 2020. Ralph Adams Cram, l'arquitecte supervisor de la universitat, va dissenyar la capella, que considerava la joia de la corona del gòtic col·legial. En el moment de la construcció, era la segona capella universitària més gran del món, després de la capella del King's College de Cambridge. Va ser sotmesa a una campanya de restauració de dos anys i 10 milions de dòlars entre el 2000 i el 2002. La capella té al voltant de dos mil seients i serveix tant per a serveis religiosos com per a celebracions locals.
Les mesures exteriors de la capella són 84 m de llarg, 23 m d'ample als seus transseptes i 37 m d'alçada. L'exterior és de pedra arenisca de Pennsilvània, retallada amb pedra calcària d'Indiana. El disseny evoca característiques d'una església anglesa de l'edat mitjana. L'extensa iconografia, en vitralls, pedra i talles de fusta, té com a tema comú la connexió entre la religió i l'erudició.

## Perfil acadèmic

### Rànquings
Princeton és sovint classificada entre les millors universitats dels EUA i del món amb deu nominacions consecutives al primer lloc per la revista U.S. News & World Report. Als rànquings nacionals sol aparèixer entre les posicions 5 i 10, i als mundials entre la 15 i la 5.
| Publicació               | Posició |
| ------------------------ | ------- |
| Forbes                   | 3       |
| QS                       | 8       |
| Times Higher Education   | 7       |
| US News and World Report | 1       |
| Washington Monthly       | 5       |

| Publicació                                    | Posició |
| --------------------------------------------- | ------- |
| Academic Ranking of World Universities (ARWU) | 6       |
| QS                                            | 20      |
| Times Higher Education                        | 7       |
| US News and World Report                      | 11      |